# Eduard von Bonin

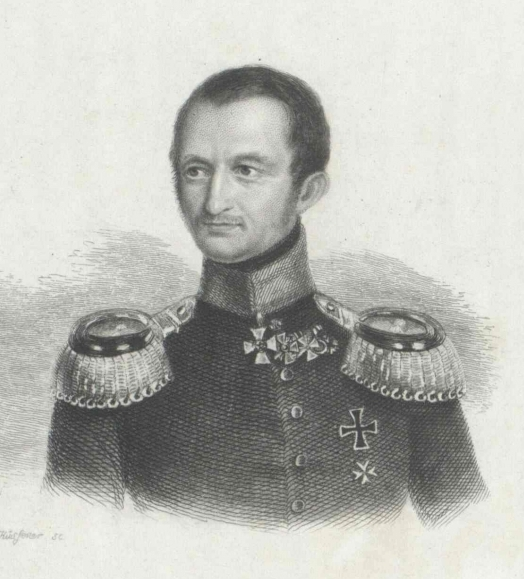
Eduard von Bonin.

Eduard Wilhelm Ludwig von Bonin (* 12. März 1793 in Stolp; † 13. März 1865 in Koblenz) war ein preußischer General der Infanterie und Kriegsminister.

## Leben

### Herkunft
Eduard war der Sohn des späteren preußischen Generalleutnants Ernst Friedrich Otto von Bonin (1761–1822) und dessen Ehefrau Sophie, geborene von Podewils aus dem Hause Lupow (1773–1818). Sein jüngerer Bruder Otto von Bonin (1795–1862) wurde ebenfalls Generalleutnant.

### Militärkarriere
Bonin trat 1806 in das Regiment des Herzogs von Braunschweig-Oels und wohnte dem Feldzug in Sachsen und dem Rückzug Blüchers nach Lübeck bei, wo er gefangen genommen wurde. Auf Ehrenwort entlassen, kehrte er in seinen Garnisonsort Prenzlau zurück und besuchte dort das Gymnasium.
Im August 1809 trat er als Fähnrich in das 1. Garde-Regiment zu Fuß und wurde im Juli 1810 Sekondeleutnant. Bonin machte als Adjutant bei der Gardebrigade während des Feldzuges 1813/14 die Schlachten bei Großgörschen, Bautzen und Leipzig mit. Für seine Leistungen in der Schlacht bei Paris erhielt Bonin das Eiserne Kreuz I. Klasse sowie den Russischen Orden der Heiligen Anna II. Klasse. 1817 wurde er Hauptmann, 1829 Major im Alexanderregiment. Am 14. Dezember 1841 stieg er zum Regimentskommandeur auf und wurde am 7. April 1842 Oberst. Ab 9. März 1848 befehligte Bonin die 16. Infanterie-Brigade.
Im Schleswig-Holsteinischen Feldzug übernahm er am 26. März 1848 das Kommando der preußischen Linienbrigade, wirkte an deren Spitze mit Auszeichnung in den Gefechten bei Schleswig und Düppel mit. Dafür wurde ihm der Orden Pour le Mérite verliehen. Nach Abschluss des Malmöer Waffenstillstands wurde Bonin zum Oberbefehlshaber des Schleswig-Holsteinischen Heeres ernannt, das er im Winter 1848/49 reorganisierte und ansehnlich verstärkte. An der Spitze desselben kämpfte er am 20. und 22. April 1849 siegreich bei Kolding, konnte aber Fredericia nicht einnehmen und wurde am 6. Juli zurückgeschlagen. Nach dem zweiten Waffenstillstand zwischen Preußen und Dänemark legte er im April 1850 sein Kommando nieder und ging in die Preußische Armee zurück.
Er wurde 1851 Kommandant von Berlin, erhielt den Oberbefehl über die 16. Division in Trier und wurde im März 1852 zum Generalleutnant und Kriegsminister ernannt. Als solcher bemühte er sich um Einführung größerer taktischer Beweglichkeit bei der Infanterie, betrieb eine innigere Verschmelzung der Landwehr mit der Linie durch Errichtung der gemischten Linien- und Landwehrbrigaden, gab der Landwehrreiterei eine vorteilhaftere Organisation und setzte die verbesserte Bewaffnung der Infanterie durch.
1854 trat er zurück, weil er während des Krimkriegs die preußische Politik von russischem Einfluss zu befreien gesucht hatte, erhielt das Kommando der 12. Division in Neisse und wurde 20. März 1856 Vizegouverneur der Festung Mainz. 1858 wurde er vom Prinzregenten wieder mit dem Kriegsministerium betraut, aber im Dezember 1859 wegen Meinungsverschiedenheiten bei der Reorganisation der Armee wieder entlassen und zum Kommandierenden General des VIII. Armee-Korps in Koblenz ernannt. In Anerkennung um den guten Zustand des Korps wurde Bonin am 20. September 1861 das Großkreuz zum Roten Adlerorden mit Schwertern am Ringe verliehen. Außerdem wurde er zum Chef des 28. Infanterieregiments ernannt und am 17. März 1863 zum Ritter des Schwarzen Adlerordens geschlagen. Er verstarb in Ausübung seines Dienstes am 13. März 1865 in Koblenz.

### Familie
Bonin war mit Sophie Mathilde Dequer de Jouy (1800–1869) verheiratet. Aus der Ehe gingen sieben Kinder hervor:
- Marie (1822–1862)
- Wilhelm (1824–1885), preußischer Generalleutnant
- Karoline (1826–1896) ⚭ 15. Juli 1855 Wilhelm Georg von Warburg (1820–1885), Herr auf Hohenlandin und Augustenhof
- Emma (1828–1831)
- Anna (1831–1896) ⚭ 28. Dezember 1858 Johann Aristachi-Bey († 1897), 1860/76 Türkischer Botschafter in Berlin
- Rosalie (* 1834), Stiftsdame
- Arthur (1846–1886), preußischer Major ⚭ 4. April 1872 Meta von Hahn (* 1852) aus dem Hause Spirgen, Kurland

## Ehrungen
1858 schuf der Bildhauer Johann Karl Blaeser die lebensgroße Hermenbüste „General von Bonin“ in weißem Marmor.
Boninstraßen:

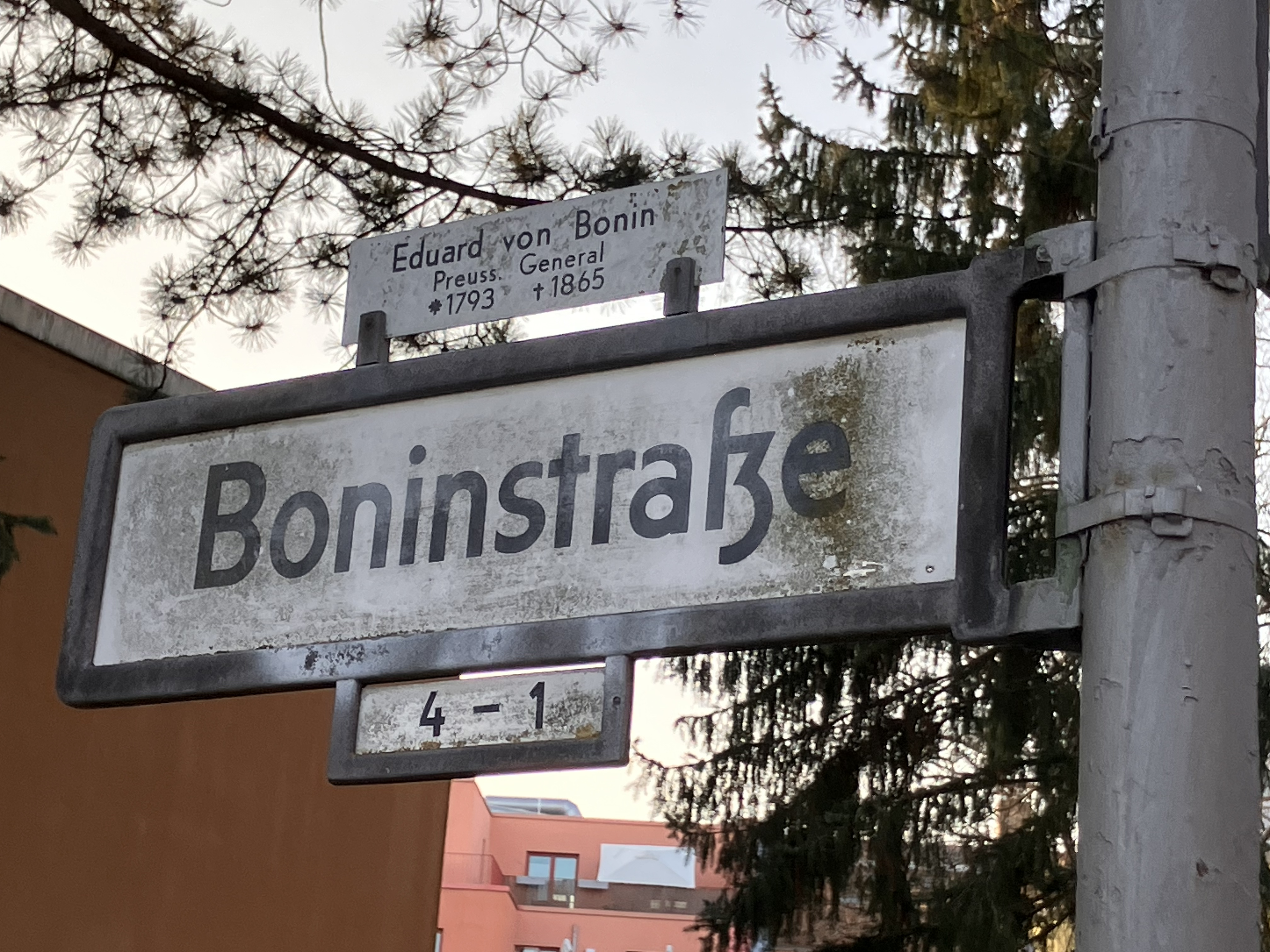
Straßenschild mit Hinweistext in Berlin-Lichterfelde

- In den 1930er Jahren existierte in Flensburg eine Straße, die nach Eduard von Bonin benannt war.[2]
- Im Kieler Stadtteil Südfriedhof existiert seit 1874 die Boninstraße.
- In Berlin-Lichterfelde wurde 1893 eine Boninstraße benannt.[3]
- In Hamburg-Ottensen gibt es ebenfalls eine Boninstraße.

## Werke
- Grundzüge für das zerstreute Gefecht. Verlag Mittler, Berlin 1839; urn:nbn:de:bvb:12-bsb10785100-2